# Лавришівське євангеліє
Лавришівське євангеліє або Лаврашівське євангеліє — рукописна пергаментна пам'ятка української мови XIII—XIV століть, багато ілюстроване євангеліє апракос. Створене в якомусь з волинських скрипторіїв, ширше — галицько-волинських, на замовлення, як гадають, литовського князя Войшелка Міндовговича. Поряд з традиційним києво-візантійським стилем, в мініатюрах євангелія помітний вплив тогочасного стилю й іконографії. Питання локалізації місця створення Лавришівського євангелія залишається дискусійним. Український мистецтвознавець Іларіон Свєнціцький вважав, що пам'ятка білоруського походження. В іншій праці І. Свєнціцький зауважує, що Євангеліє «писане на пограничу з північними говорами України». Лавришівський монастир, за місце створення євангелія, називають сучасні білоруські дослідники.
За сучасними науковими відомостями, польськими вченими подано короткі описи кодексу як рукопису галицько-волинського походження: А. Наумовим, А. Кашлей та Є. Остапчуком — з датуванням останньою чвертю XIII ст..
У ґрунтовній монографічній праці Ю. Шевельова 2004 р. відзначено в Лавришівському Євангелії фонетичні та граматичні риси півдня Русі. До української книжкової спадщини відносив Євангеліє й В. Німчук. Часом його написання учений обережно визначав ХІІІ–XIV ст., а також указував на такі особливості давньоукраїнської мови в церковнослов'янському тексті рукопису, як «ѣ» > «і» («свѣдитель»), вторинний («новий») «ѣ» на місці «е» в новозакритих складах («камѣнь», «оучѣньє») та ін.
Знаний діалектолог, історик мови Віктор Мойсієнко разом із палеографом Людмилою Гнатенко працюючи з оригіналом пам'ятки у Кракові, віднайшов незаперечні особливості українського тексту на сторінках Євангелія, адже писарі зобразили живу тогочасну українську вимову, в Євангеліє потрапило багато особливостей, притаманних українській мові.